# Ҕ
Das Ҕ (Kleinbuchstabe ҕ) ist ein Buchstabe des kyrillischen Alphabets, bestehend aus einem Г mit mittlerem Haken. Er ist der sechste Buchstabe des abchasischen Alphabets (IPA-Aussprache ɣ) und ist auch im Alphabet der jakutischen Sprache in Verwendung. 

## Zeichenkodierung
| Standard  | Standard    | Majuskel Ҕ                                   | Minuskel ҕ                                 |
| --------- | ----------- | -------------------------------------------- | ------------------------------------------ |
| Unicode   | Codepoint   | U+0494                                       | U+0495                                     |
| Unicode   | Name        | CYRILLIC CAPITAL LETTER GHE WITH MIDDLE HOOK | CYRILLIC SMALL LETTER GHE WITH MIDDLE HOOK |
| UTF-8     | UTF-8       | D2 94                                        | D2 95                                      |
| XML/XHTML | dezimal     | &#1172;                                      | &#1173;                                    |
| XML/XHTML | hexadezimal | &#x0494;                                     | &#x0495;                                   |